# Luzay

Luzay este o comună în departamentul Deux-Sèvres, Franța. În 2009 avea o populație de 556 de locuitori.